# La Soledad, Villa de Tututepec de Melchor Ocampo
La Soledad är en ort i Mexiko.   Den ligger i kommunen Villa de Tututepec de Melchor Ocampo och delstaten Oaxaca, i den sydöstra delen av landet, 400 km söder om huvudstaden Mexico City. La Soledad ligger 25 meter över havet och antalet invånare är 363.
Terrängen runt La Soledad är kuperad åt nordväst, men åt sydost är den platt. Runt La Soledad är det ganska glesbefolkat, med 34 invånare per kvadratkilometer. Närmaste större samhälle är Santa Rosa de Lima, 16,3 km väster om La Soledad. Omgivningarna runt La Soledad är en mosaik av jordbruksmark och naturlig växtlighet.